# Das Neuland

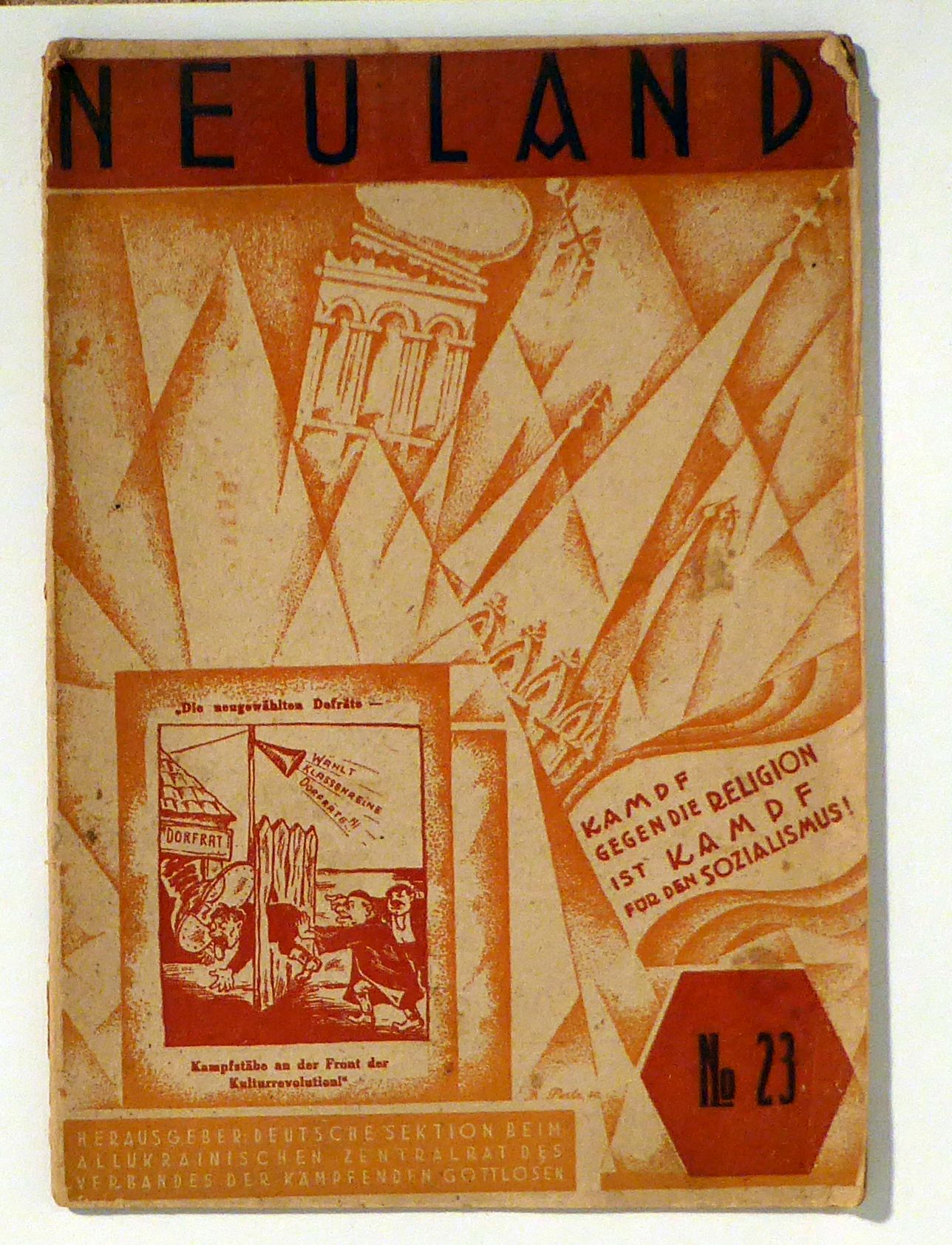
Neuland

Das Neuland war eine sowjetische antireligiöse Zweiwochenschrift in deutscher Sprache der Sowjetdeutschen des Verbandes der kämpfenden Gottlosen, der auch Union der militanten Atheisten genannt wurde. Ihre Hefte befassen sich mit religiösen Themen bzw. Atheismus.

## Beschreibung
Die Zeitschrift wurde vom Zentralbüro der deutschen Sektionen beim Zentralkomitee der Kommunistischen Partei der Sowjetunion in Charkow herausgegeben. Die erste Ausgabe der Agitations- und Propagandazeitschrift der deutschsprachigen Bevölkerung in der Ukraine erschien im November 1926, 1934 wurde die Veröffentlichung eingestellt.
Ihr Chefredakteur war Johann Gockel-Ehrlich (1896–1938), der 1937 verhaftet, 1938 erschossen und 1959 rehabilitiert wurde. Die kommunistische Parole der Zeitschrift lautete: «Kampf gegen die Religion ist Kampf für den Sozialismus!»